# دمشق نزار قباني
دمشق نزار قباني، مجموعة شعرية من مؤلفات الشاعر العربي السوري نزار قباني، صدرت في عام 1999، عن منشورات نزار قباني في بيروت، لبنان.